# 최원준 (1997년)
최원준(崔元準, 1997년 3월 23일~)은 대한민국의 야구 선수로 현재 KBO 리그의 팀인 NC 다이노스의 외야수로 활동하고 있다.

## 프로 선수 경력
1997년 경기도 광명시에서 태어났다.
2016년에 KIA 타이거즈에 입단하였다. 2016년 5월 31일 LG 트윈스와의 경기에 출전하며 데뷔 첫 경기를 치렀고, 경기 후반에 교체 출전해 타석에는 들어서지 못했다. 2016년 9월 21일 넥센전에서 데뷔 첫 홈런을 기록했다.
2017년 5월 28일 롯데전에서 끝내기 만루 홈런을 쳐 내며 팀의 승리를 이끌었다.
2021년 12월 13일에 군 복무를 위해 국군체육부대 산하 야구팀인 상무 야구단에 입단하였다.
2023년에 군 복무를 마치고 KIA 타이거즈로 복귀하였다.
2025년 7월 28일에 이우성, 홍종표와 3:3 트레이드되어 이적하였다.

## 국가대표팀 경력
2017년에 대한민국 야구 국가대표팀의 일원으로 데뷔했다. 2023년에는 항저우에서 열린 2022년 아시안 게임에 참가하여 대표팀의 우승에 공헌했다.

## 출신 학교
- 연현초등학교
- 평촌중학교(전학) → 서울 경원중학교
- 서울고등학교

## 통산 기록
| 연도 | 팀명  | 타율  | 경기 | 타수 | 득점 | 안타 | 2루타 | 3루타 | 홈런 | 루타 | 타점 | 도루 | 도실 | 볼넷 | 사구 | 삼진 | 병살 | 실책 |
| ---- | ----- | ----- | ---- | ---- | ---- | ---- | ----- | ----- | ---- | ---- | ---- | ---- | ---- | ---- | ---- | ---- | ---- | ---- |
| 2016 | KIA   | 0.458 | 14   | 24   | 5    | 11   | 1     | 0     | 1    | 15   | 4    | 1    | 1    | 0    | 0    | 3    | 0    | 2    |
| 2017 | KIA   | 0.308 | 72   | 156  | 27   | 48   | 15    | 0     | 3    | 72   | 27   | 3    | 2    | 10   | 2    | 20   | 2    | 6    |
| 2018 | KIA   | 0.272 | 101  | 302  | 46   | 82   | 14    | 1     | 4    | 110  | 32   | 10   | 4    | 20   | 4    | 58   | 4    | 14   |
| 2019 | KIA   | 0.198 | 90   | 232  | 33   | 46   | 11    | 3     | 1    | 66   | 18   | 8    | 4    | 16   | 4    | 51   | 4    | 6    |
| 2020 | KIA   | 0.326 | 123  | 359  | 72   | 117  | 16    | 6     | 2    | 151  | 35   | 14   | 3    | 33   | 6    | 35   | 1    | 4    |
| 2021 | KIA   | 0.295 | 143  | 589  | 82   | 174  | 21    | 6     | 4    | 219  | 44   | 40   | 13   | 61   | 11   | 60   | 7    | 7    |
| 2023 | KIA   | 0.255 | 67   | 239  | 37   | 61   | 11    | 2     | 1    | 79   | 23   | 13   | 5    | 31   | 0    | 39   | 5    | 8    |
| 2024 | KIA   | 0.292 | 136  | 438  | 75   | 128  | 23    | 3     | 9    | 184  | 56   | 21   | 9    | 50   | 8    | 66   | 6    | 4    |
| 통산 | 8시즌 | 0.285 | 746  | 2339 | 377  | 667  | 112   | 21    | 25   | 896  | 239  | 110  | 41   | 221  | 35   | 340  | 29   | 51   |

- 빨간 글씨는 한국 프로야구 역사상 최고 기록
- 굵은 글씨는 해당 시즌 최고 기록

## 가족관계
- 배우자 : 남예원 (2023년 12월 9일 ~ 현재)